# Михайловка (Ташлинский сельсовет)
Миха́йловка— упразднённая в 1986 году деревня Ташлинского сельсовета Альшеевского района Башкирской АССР РСФСР СССР.

## География
Находился у реки Ташлынка, вблизи её истока в лесном массиве, у административной границы с Белебеевским районом.

### Географическое положение
Расстояние до:
- районного центра (Раевский): 30 км,
- центра сельсовета (Красный Луч): 2 км,
- ближайшей железнодорожной станции (Раевка): 30 км.

## История
Согласно справочнику Административно-территориального деления Башкирской АССР на 1 июня 1952 года, село Михайловка входила в Дубовский сельсовет.
Указом Президиума ВС Башкирской АССР от 12.12.1986 N 6-2/396 «Об исключении из учётных данных некоторых населенных пунктов» исключен из списка населённых пунктов.